# Argentina Open 2023
Argentina Open 2023 — тенісний турнір, що проходив на ґрунтових кортах у місті Буенос-Айрес (Аргентина) з 13 по 19 лютого. Належав до категорії ATP 250.

## Фінальна частина

### Одиночний розряд
Карлос Алькарас —  Кемерон Норрі 6–3, 7–5

### Парний розряд
Сімоне Болеллі /  Фабіо Фоніні —  Ніколас Баррієнтос /  Аріель Беар 6–2, 6–4